# Trizogeniates terricola
Trizogeniates terricola är en skalbaggsart som beskrevs av Ohaus 1922. Trizogeniates terricola ingår i släktet Trizogeniates och familjen Rutelidae. Inga underarter finns listade i Catalogue of Life.